# Jean Calvet
Jean Antoine Calvet (* 17. Januar 1874 in Castelnau-Montratier, Département Lot; † 26. Januar 1965 in Sèvres) war ein französischer Theologe, Romanist und Literaturwissenschaftler.

## Leben und Werk
Calvet studierte in Toulouse und Paris. Er wurde 1896 in der Diözese Cahors zum katholischen Priester geweiht, erwarb 1897 die Licence ès lettres und bestand 1902 die Agrégation des lettres. Er promovierte 1907 an der Universität Toulouse in Jura mit der Arbeit De la législation du mariage quant aux points modifiés par la loi du 21 juin 1907 (Toulouse 1908).
Von 1903 bis 1907 unterrichtete er am Katholischen Institut von Toulouse, von 1908 bis 1922 am Collège Stanislas in Paris. Von 1922 bis 1939 war er Professor für französische Literaturgeschichte (ab 1934 auch Dekan) am Institut Catholique de Paris. Ab 1939 war er Apostolischer Protonotar ehrenhalber und trug den Titel Monseigneur. Von 1942 bis 1946 war er als Nachfolger von Alfred Baudrillart Prorektor und Rektor des Institut Catholique de Paris.
Calvet publizierte eigene Prosa unter dem Pseudonym Jean Quercy.

## Werke (Auswahl)

### Als Autor
Literaturwissenschaft
- Les Idées morales de Mme de Sévigné (Philosophes et Penseurs; Bd. 416/417). Bloud, Paris 1907.
- Notes de littérature et de morale. Les livres au jour le jour. Retaux, Paris 1908 (mit einem Vorwort von Émile Faguet).
- La Poésie de Jean Aicard. Portrait littéraire et choix de poèmes. Hatier, Paris 1909.
- La Prose de Jean Aicard. Étude littéraire et extraits. Hatier, Paris 1910.
- Alfred de Vigny. Portrait littéraire et extraits. Beauchesne, Paris 1914.
- Manuel illustré d'histoire de la littérature française 27. Aufl. Gigord, Paris 1966 (EA Paris 1921).[1]
- Les Types universels dans la littérature française. Édition Lanore, Paris 1963/64 (2 Bde.; EA  Paris 1925/28)
- Le renouveau catholique dans la littérature contemporaine. Édition Lanore, Paris 1931 (EA Paris 1927).
- D'une critique catholique (La Nef; Bd. 1). Édition Spes, Paris 1927.[2]
- La Composition française dans les classes de lettres. Gigord, Paris 1935 (EA Paris 1928)
- Littérature française. Bloud & Gay, Paris 1929.
- „Polyeucte“ de Corneille. Etude et analyse (Les chefs-œvre de la littérature expliqués). Éditions Méllottée, Paris 1944 (EA Paris 1929)
- L'Enfant dans la littérature française. Édition Lanore, Paris 1930 (2 Bde.)
- Les Types universels dans les littératures étrangères. Édition Lanore, Paris 1963/64 (2 Bde., EA Paris 1932).
- Bossuet. L'homme et l'œuvre (Connaissance des lettres; Bd. 8). Hatier-Boivin, Paris 1968 (EA Paris 1941).
- (mit Marcel Cruppi): Le Bestiaire de la littérature française. Édition Lanore, Paris 1954.
- (mit Marcel Cruppi): Le Bestiaire de l’Antiquité classique Édition Lanore, Paris 1955.
- (mit Marcel Cruppi): Les Animaux dans la littérature sacrée. Édition Lanore, Paris 1956.
- Visages d'un demi-siècle. Jean Aicard, Mgr. Batiffol, Cardinal Baudrillart, E. Faguet, Maréchal Foch, Guynemer, Lord Halifax, Jaurès et son assassin, de Monzie, Maréchal Pétain, P. Portal, P. Poucel, Cardinal Suhard. Grasset, Paris 1958.
- Petite histoire de la littérature française. 3. Aufl. Gigord, Paris 1971.
- Essai sur la séparation de la religion et de la vie. Nizez, Paris 1980.[3]

Vermischtes
- L'abbé Gustave Morel. Professeur à l'Institut catholique de Paris. Librairie de Saints Pères, Paris 1907.[4]
- Petit guide du candidat à la licence ès lettres et du jeune professeur. Bloud, Paris 1907.
- zusammen mit C. Chompret: Grammaire française. Gigord, Paris 1912/17

1. Cours élémentaire. 1912.
2. Cours moyen. 1914.
3. Cours supérieur. 1917.

- Conférences populaires. Beauchesnes, Paris 1915/17

1. Pour refaire la France. 1915.
2. Le renouvellement intérieur. 1919.

- Le problème catholique de l'union des églises. Gigord, Paris 1921.
  - englische Übersetzung: Rome and reunion. London 1928.
- Un artiste chrétien, Joseph Aubert 1849-1924. Édition Lanore, Paris 1926
- Témoins de la conscience française. Alsatia, Paris 1943.
- Esquisse d'une Université. Édition Lanore, Paris 1945.
- Saint Vincent de Paul. Michael, Paris 1948.
  - deutsche Übersetzung: Güte ohne Grenzen. Das Leben des heiligen Vincenz von Paul. Verlag Räber, Luzern 1950.[5]
- La Trame des jours. Propos de spiritualité sur l'élémentaire et le quotidien. Paris 1955[6]
- Sainte Louise de Marillac par elle-même. Portrait. Paris 1958[7]
  - deutsche Übersetzung: Luise von Marillac. Die unermüdliche Helferin des heiligen Vinzenz von Paul. Ein Porträt. Verlag Räber, Luzern 1962;
- La Lumière de complies. Aubier, Paris 1960.
- Réflexions sur le „Phénomène humain“[8] de Pierre Teilhard de Chardin. Éditions Tolra, Paris 1966.

### Als Herausgeber
- Jacques Bénigne Bossuet: Œuvres choisies. Hatier, Paris 1934 (EA Paris 1911).
- Jacques Bénigne Bossuet: Trois oraisons funèbres. Hatier, Paris 1935 (EA Paris 1929).
- Jacques Bénigne Bossuet: Sermons, Paris 1947 (EA Paris 1929).
- Vinzenz von Paul: Textes choisis et commentés. Plon-Nourrit, Paris 1957 (EA Paris 1913).
- Lettres de Louis Veuillot à mademoiselle Charlotte de Grammont. Lethielleux, Paris 1924.
- Blaise Pascal: Les Pensées sur la réligion. Extraits. Édition Lanore, Paris 1953 (EA Paris 1929).
- Blaise Pascal: Les Provinciales. Extraits. Hatier, Paris 1938.
- Les poètes romantiques. Extraits choisis et annotés. Gigord, Paris 1931.
- Histoire de la littérature française. Del Duca, Paris 1955/64 (10 Bde., einschließlich Sprachgeschichte durch Georges Le Bidois und Kunstgeschichte durch Eugène Langevin).

1. Robert Bossuat: Le Moyen Age. 1955 (EA Paris 1931)
2. Raoul Morçay, Armand Müller: La Renaissance. 1967 (früherer Titel: La renaissance, Bd. 1)
3. Raoul Morçay: Le Préclassicisme. 1962 (früherer Titel: La Renaissance; Bd. 2)
4. Henri Gaillard de Champris: Les écrivains classiques. 1960 (EA Paris 1934).
5. Jean Calvet: La Littérature religieuse de François de Sales à Fénelon. 1956 (EA Paris 1933)
6. Albert Chérel: De „Télémaque“[9] à „Candide“[10]. 1958 (EA Paris 1933)
7. Henri Berthaut: De „Candide“ à „Atala“[11]. 1962 (2 Bde., EA 1958).
8. Pierre Moreau: Le romantisme. 1957 (EA 1932)
9. René Dumesnil: Le réalisme et le naturalisme. 1955 (früherer Titel: Le réalisme, 1936).
10. Louis Chaigne: Les lettres contemporaines. 1964.

- Les Poètes du XIXe siècle. Extraits. Gigord, Paris 1933.
- Jean Baptiste Henri Lacordaire: Pages choisies. Fayard, Paris 1934.
- (mit Robert Lamy): Les Philosophes du XVIIIe siècle. Extraits. Gigord, Paris 1937.
- Alfred de Vigny: Les destinées. Gigord, Paris 1939.
- Molière: Le Misanthrope. Gigord, Paris 1939.
- Molière: Tartuffe ou l'imposteur. Gigord, Paris 1946.
- Molière: Les Précieuses ridicules. Gigord, Paris 1947.
- Jean-Jacques Rousseau: Extraits. Gigord, Paris 1939.
- Charles de Secondat, Baron de Montesquieu: Extraits. Gigord, Paris 1940.

### Unter dem PseudonymJean Quercy
- Journal d’un curé de campagne pendant la guerre, Paris 1915
- L’Araignée, étude de moeurs provinciales, Auch 1923
- Contes de la vieille France, Paris 1928, 1943, 1945, 1950, 1958
- Dans la lumière de Port-Royal, Paris 1931; 1982 (Jean Calvet)
- Le Paradis des bêtes, Paris 1933
- L'Ecole radieuse. Essai sur l'école populaire, Paris 1947